# Calle Schewen (album)
Calle Schewen er en opsamlings-CD fra 2000 med indspilninger af Evert Taube. Indspilningerne er foretaget mellem 1928 og 1945. CD'en er udgivet af Scana.

## Numre
- Vals i Gökottan (af Taube) (Taube sang, akkompagneret af orkester ledet af Björn Schildknecht), indspillet 18. november 1936
- Den sköna Helén/Flickan i Peru (af B.R. Hanby, Taube) (Taube sang, akkompagneret af orkester ledet af Signor S. Feruzzi), indspillet i oktober 1937
- Fritiof och lilla jag (af Taube) (Taube sang, akkompagneret af Sven Arefeldts Orkester), indspillet 1. marts 1940
- Himlajord (af Taube) (Taube sang, akkompagneret af orkester ledet af Signor S. Feruzzi), indspillet i oktober 1937
- Linnéa (af Taube) (Taube sang og lut, akkompagneret af piano og violin), indspillet 9. marts 1936
- Fritiof i Arkadien (af Taube) (Taube sang, akkompagneret af orkester ledet af Signor S. Feruzzi), indspillet i oktober 1937
- Nigande vals (af Taube) (Taube sang, akkompagneret af ukendt kvartet), indspillet 25. april 1942
- Damen i svart med violer (af Taube) (Taube sang, akkompagneret af Sven Arefeldts Orkester), indspillet 7. september 1945
- Vals på ängön (af Taube) (Taube sang, akkompagneret af Sven Arefeldts Orkester), indspillet 28. juni 1943
- Britta (af Taube) (Taube sang, akkompagneret af Erik Franks Orkester), indspillet 29. juni 1943
- Bröllopsresan till Barcelona (af Taube) (Taube sang, akkompagneret af orkester ledet af Signor S. Feruzzi), indspillet i oktober 1937
- Den instängda poeten (af Taube) (Taube sang, akkompagneret af Redvitt Band), indspillet i juli 1928
- Tango Rosa (af Taube) (Taube sang, akkompagneret af Sven Arefeldts Orkester), indspillet 1. marts 1940
- Visan om sjökaptenen och vinplanteraren herr Noak (af Taube) (Taube sang og lut), indspillet 23. februar 1928
- Eldare på värmen (af Taube) (Taube sang, akkompagneret af orkester ledet af Gustaf Egerstam), indspillet i april 1938
- Calle Schewens vals (1936) (af Taube) (Taube sang, akkompagneret af orkester), indspillet 17. januar 1936
- Potifars hustru (af C.M. Bellman) (Taube sang og lut), indspillet 23. februar 1928
- Karl-Alfred, Fritiof Andersson och jag (af Taube) (Taube sang og lut), indspillet 25. februar 1928